# Богданов, Юрий Никифорович
Юрий Никифорович Богданов (16 декабря 1923, Челябинск — 15 августа 1996, Москва) — советский артист оперетты (баритон), народный артист РСФСР. Участник Великой Отечественной войны.

## Биография
Юрий Никифорович Богданов родился 16 декабря 1923 года в Челябинске. В 1942 году окончил школу № 1. Был призван в армию, зачислен в танковое училище. В феврале 1943 году получил тяжелый танк (который назвал «Коломбина») и был отправлен на фронт. Прошёл путь от Запорожья до Кенигсберга в составе войск 4-го Украинского, затем 1-го Белорусского и 2-го Белорусского фронтов. Член КПСС с 1944 года. После демобилизации жил в Москве.
В 1951 году окончил Московское музыкально-театральное училище им. А. К. Глазунова, одновременно работал в ансамбле советской оперы ВТО. В 1951—1956 годах был солистом Сталинградского театра музыкальной комедии. В 1955 году окончил ГИТИС.
С 1956 года выступал в Московском театре оперетты. Участвовал в шефских концертах для воинов, гастролировал за рубежом.
Умер 15 августа 1996 года в Москве, похоронен на Троекуровском кладбище.

### Семья
- Жена — актриса Нонна Васильевна Куралесина (1923—1998), заслуженная артистка РСФСР.

## Награды и премии
- Орден Красной Звезды (1944).
- Орден Отечественной войны 1-й степени (1944)[1].
- Орден Отечественной войны 1-й степени (1985).
- Заслуженный артист РСФСР (1954).
- Народный артист РСФСР (1979).
- Знак «Отличник культурного шефства над Вооружёнными силами СССР», медали.

## Партии в опереттах
- «Фиалка Монмартра» Кальмана — Рауль
- «Жюстина Фавар» Оффенбаха — Фавар
- «Весёлая вдова» Легара — граф Данило
- «Сын клоуна» Дунаевского — Максим
- «Трембита» Милютина — Алексей
- «Поцелуй Чаниты» Милютина — Пабло
- «Девичий переполох» Милютина — воевода
- «Цирк зажигает огни» Милютина — Андрей Бакланов
- «Сто чертей и одна девушка» Хренникова — Григорий
- «Севастопольский вальс» Листова — Дмитрий Аверин
- «Пусть гитара играет» Фельцмана — Иван Торопов
- «Товарищ Любовь» Ильина — полковник Малинин

## Фильмография
- 1959 — Композитор Имре Кальман (телеспектакль)
- 1962 — Золотая долина (телеспектакль)
- 1962 — Композитор Исаак Дунаевский (телеспектакль) — Данко «Вольный ветер»
- 1966 — Весна и оперетта (телеспектакль) — Андрей из оперетты «Цирк зажигает огни»
- 1969 — Севастопольский вальс (телеспектакль) — Дмитрий Аверин